# SPI Seniorpartiet
SPI Seniorpartiet är den nomineringsgrupp som Sveriges Pensionärers Intresseparti (SPI) använt under kyrkovalen 2005 och 2009. 
I båda dessa val erhöll SPI Seniorpartiet ett mandat i kyrkomötet. Under den första av dessa mandatperioder representerades man där av Rolf Persson från Trelleborg.
Partiet ansökte 2008 - inför Kyrkovalen 2009, om förhandsbedömning av Svenska kyrkan, Uppsala, rörande möjligheten till namnändring på partiets Nomineringsgrupp genom överföring till det rådande partinamnet, SPI - Sveriges Pensionärers Intresseparti, använt vid Allmänna val 2006. Partiet erhöll positiv förhandbedömning från kyrkan till förändringen men den extra partistämman, september 2008 i Falkenberg, beslöt trots detta ånyo att använda tidigare partinamn i kyrkovalet 2009, på både stifts- och riksplan.